# Ibragim-Khalil Daudov
Ibragim-Khalil Daudov (11 novembre 1960 - 11 février 2012), également connu sous le nom d'Amir Salih, parfois orthographié Amir Salikh, est un islamiste qui opérait à l'intérieur de la République du Daghestan. Il dirigeait le groupe armé Sharia Jamaat depuis le décès de son prédécesseur, Israpil Velijanov, et combattait le gouvernement pro-russe de Ramzan Kadyrov sous les ordres de Dokou Oumarov, émir autoproclamé de l'Émirat du Caucase.

## Biographie
Il naît à Gounib, au sud du Daguestan en 1960.
Il est réputé avoir combattu les Soviétiques lors de la Guerre d'Afghanistan (1979-1989). Rentré au Daguestan, Daudov tenait une petite entreprise de réparation de réfrigérateurs. En 2007, il rejoint les rangs de l'Émirat du Caucase, fondé par Dokou Oumarov, le successeur d'Abdoul-Khalim Saïdoullaïev, qui abolit de fait la République tchétchène d'Itchkérie. Daudov entre dans la clandestinité avec sa femme et ses trois fils, Magomedshapi, Magomed et Magomedkhabib, tous décédés lors d'affrontements avec les autorités russes.  
En 2010, Dokou Oumarov le nomme responsable d'une unité de combattants implantée dans la localité de Gounib, en remplacement de Magomedali Vagabov, considéré comme l'instigateur des Attentats du 29 mars 2010 à Moscou. Les autorités russes décrivent Daudov comme "l'un des combattants les plus expérimentés et les plus dangereux au Nord du Caucase" .
Le 19 octobre 2010, Israpil Velijanov, « émir » de Sharia Jamaat, fait de Daudov l'un de ses députés (naibs) et désigne Adam Guseinov, commandant du secteur nord, comme son premier adjoint. Daudov est alors présenté comme le commandant du secteur central du Daguestan.
Ibragim-Khalil Daudov est considéré comme le cerveau d'un attentat-suicide manqué à Moscou le 31 décembre 2010, au cours des festivités du Nouvel an. L'attaque devait être perpétrée au centre de la capitale par deux femmes kamikazes dont l'une, Zavzhat Daudova, était l'épouse de Daudov. Cette dernière est morte dans l'explosion prématurée de ceinture d'explosifs, tandis que la deuxième, Zeinab Suyunova, est interpellée deux jours plus tard (d'autres sources affirment qu'elle se serait rendue d'elle-même aux autorités). Les services de renseignements du FSB ont indiqué qu'Ibragim-Khalil Daudov et son fils, Magomedkhabib, étaient les principaux suspects dans l'affaire, sans que des preuves de leur implication n'aient été fournies pour confirmer ces soupçons.
Le 14 février 2011, un double-attentat suicide frappe la localité de Gounib, tuant trois personnes et blessant 26 autres. Les autorités russes accusent Daudov d'avoir planifié l'attaque.
Le 9 mai 2011, à la suite des décès d'Israpil Velijanov, tué le 18 avril 2011, et de son adjoint Adam Guseinov en janvier 2011, Ibragim-Khalil Daudov est promu "émir" de Sharia Jamaat par Dokou Oumarov. Daudov désigne un certain Abu Mukhammad comme son premier adjoint.
Le 22 septembre 2011, un double-attentat à la bombe fait un mort et une soixantaine de blessés à Makhatchkala. L'un des engins explosifs aurait explosé prématurément à l'intérieur d'une voiture où se trouvaient quatre occupants, décédés lors de l'explosion. Selon le quotidien russe Kommersant, l'un des terroristes a été identifié comme un certain Badrudin Salimov, un proche associé d'Ibragim-Khalil Daudov, cerveau des attaques. Salimov était soupçonné d'être le commanditaire de l'assassinat de Zainudin Daiziev, un imam du village de Kadar, le 15 septembre 2011. 
Le 27 octobre 2011, le recteur et fondateur d'un centre islamique à Derbent, l'imam Sirajuddin Khuriksky, réputé pour avoir fondé plusieurs Médersa au sud du Daguestan, est assassiné dans le village de Khurik. 

## Décès
Daudov meurt le 11 février 2012 après avoir été grièvement blessé au cours d'une opération du FSB menée dans la localité de Gurbuki. Les autorités russes lancent un assaut contre une maison où il se cachait. Touché lors de l'échange de tirs, Daudov réussit toutefois à s'échapper. Son corps est retrouvé le 14 février dans une forêt, près du lit d'une rivière. Sa mort est la conséquence de ses blessures et du froid.  
Son décès est confirmé par le Comité National Anti-terroriste (NAK) et par l'Émirat du Caucase. Le lendemain, des archives appartenant au militant sont retrouvées par le FSB. Selon une source du NKA, parmi les éléments recueillis, figure une vidéo dans laquelle Daudov appelle à des attaques contre des civils. 
Il est remplacé par Rustam Asildarov (Amir Abu Mukhammad) à la tête de Sharia Jamaat,.